# 陳柔安
陳柔安（1988年12月23日—）是一名臺灣新聞主播。1988年出生於台灣桃園縣，曾任澳亞衛視晚間新聞主播、財經節目主持人、東森新聞台主播、記者。

## 外部連結
- 跟著主播去旅行-陳柔安官網 （页面存档备份，存于）
- 陳柔安的Facebook專頁
- 陳柔安的Instagram帳戶
- YouTube上的陳柔安頻道